# شمس الدين الواعظي
شمس الدين بن حامد بن عبد القهار الواعظي السبزواري (1356 هـ - الآن). هو مرجع شيعي إثني عشري عراقي معاصر مقيمٌ في مدينة النجف.
ولد في مدينة الكاظمية ونشأ وترعرع فيها والتحق بالمدارس الحكومية وأتمّ دراسته الأكاديمية والتحق بسلك الدراسات الحوزوية في الكاظمية، وممن درس على يديهم: فاضل اللنكراني، وأحمد أمين، وحسن الحيدري.
ثم انتقل إلى مدينة النجف سنة 1374 هـ (1954) بصحبة أخيه نور الدين، ودرس على يد بعض الأساتذة، منهم: مجتبى اللنكراني، ومحمد كاظم التبريزي، ومحمد السبزواري، كما بعثه المرجع محسن الحكيم مبلغاً إلى ناحية الحيدرية (خان النص) في أيام التعطيل وقد تمكن من بناء حسينية على طريق المشاة لقبر الحسين بن علي بن أبي طالب، وأسماها حسينية الزوار المشاة، الواقعة على طريق الجدول وفي منطقة أم الرجي تحديداً، وأخرى داخل الناحية، ولا زالت ارتباطات أهل هذه الناحية وضواحيها به.
كما درس في النجف على يد المرجعين أبو القاسم الموسوي الخوئي وحسن الموسوي البجنوردي فحضر دورسهما في «البحث الخارج»، ثم مارس التدريس بنفسه؛ فدّرس دورتين وقد كانت أبحاثه الفقهية على متن كتاب العروة الوثقى، وقد كان تدريسه للدورة الأولى مقارناً للدورة الأصولية الأخيرة لأستاذه الخوئي، فاستمر بالتدريس قاطعاً شوطاً كبيراً في الفقه والأصول.
وفي 15 شعبان 1411 هـ (آذار (1991 م) تأزم الوضع في العراق فأصبح مجبراً على الخروج من العراق، فهاجر هو وأهله عن طريق صفوان ثم الكويت فإيران، فاستقر في مدينة قم فواصل أبحاثه بعد ذلك هناك.

## مرجعيته
تسنّم المرجعية بعد وفاة أستاذه أبي القاسم الخوئي، وقد شهد له بالأعلمية بعض رجال الدين، ومنهم مجتبى السويج الذي علّق على كتابه «شمس الأصول»، وقال: ”لقد بانت شمس الحقيقة المعاصرة في أركز المباني الأصولية، والتي امتدت من نهج السلف الصالح الأستاذ الأعظم فريد دهره ووحيد عصره السيد الأستاذ البنجوردي (قدس سره الشريف)، والآية العظمى زعامة النجف الأستاذ الأكبر السيد أبو القاسم الخوئي (قدس سره الشريف) وغيرهما من فطاحل العظماء وكبار المدرسة الأصولية الظافرة، وهو بحث يربط الجديد مع القديم ويأخذ منهما أعلى مباني الوصول لكنه علم الأصول، ونحن نشكر الله الكريم أن رزقنا هذا الفيض المبارك الذي يتعرض لأرقى المباحث الأستدلالية في هذا العلم كأقسام الدلالة والحقيقة والمجاز، والصحيح والأعم، والمشترك والمشتق، وينتهي إلى مباحث التعادل والتراجيح ومن ثم إلى الأجتهاد والتقليد، و..إلخ. وطلبي الحثيث من أهل الخبرة والإبداع في الحوزة العلمية الشريفة المباركة أن يأخذوا هذا البحث ونظائره بعين الأعتبار سالكين توخي الحقيقة حيثما وجدت، وأسأل الله بنور فضله أن يرزق أهل العلم الهمّة والسعي لضبط فوائد الدرس والتحصيل التي جاء منها هذا الكتاب“.

## مؤلفاته
له جملة من المؤلفات؛ طُبع بعضها ولا يزال البعض الآخر مخطوطاً، ومن مؤلفاته:
| - الإشارات في مدارك الأحكام. كتبه تقريراً لبحث أستاذه حسن البجنوردي. - الكشف الجلي. عرض فيه أدلته على أن علم النحو كان بإيحاء من علي بن أبي طالب لأبي الأسود الدؤلي. - بداية الوصول لكنه علم الأصول. - رسالة في الخمس. - رسالة في الربا. - رسالة في التقية. - الإشارات إلى أسرار البسملة. - الإشارات إلى التبليغ و المبلِّغ والمبلَّغ له. - رسالة في أحكام النساء. - تعليقة على منهاج الصالحين. | - مناسك الحج. - مسائل في الخمس. - منهاج الصالحين. رسالته العملية المُوجّهة لعمل مقلديه، وهي بجزئيين: العبادات، والمعاملات. - المسائل المستحدثة. - شمس الأصول. دورة أصولية في خمسة مجلّدات. - شمس الفقاهة. دورة فقهية. - كتاب في الأخلاق. - تفسير الفاتحة. - كليات في المسائل الفلسفية. - تعليقة على العروة الوثقى. هو تعليقة على كتاب العروة الوثقى لمحمد كاظم الطباطبائي اليزدي. |

## وصلات خارجية
- الموقع الرسمي لمكتب الواعظي

قالب:تلامذة الخوئي